# Islas Caimán en los Juegos Olímpicos de Londres 2012
Las Islas Caimán estuvieron representadas en los Juegos Olímpicos de Londres 2012 por cuatro deportistas masculinos que compitieron en dos deportes.
El portador de la bandera en la ceremonia de apertura fue el atleta Kemar Hyman. El equipo olímpico no obtuvo ninguna medalla en estos Juegos.